# Regina Vázquez Saut
Regina Vázquez Saut (11 de septiembre de 1981; Acayucan, Veracruz) es una licenciada en negocios internacionales y política mexicana afiliada al Movimiento Regeneración Nacional.

## Primeros años
Nació en Acayucan, Veracruz el 11 de septiembre de 1981. Es hija del político y empresario Cirilo Vázquez Lagunes conocido como el «Cacique del Sur» ya que era muy poderoso e influyente al sur del estado de Veracruz.

## Familia
Sus hermanos y medios hermanos por parte de su padre están involucrados en la política estatal, ella y su hermana Judith Fabiola Vázquez Saut han sido alcaldesas de Acayucan y sus medios hermanos Cirilo y Ponciano Vázquez Parissi han sido diputados federales y alcaldes de Cosoleacaque.

## Diputada federal

### 2003-2006
Fue electa cuando contaba con la edad mínima para ser legisladora (21 años) en las elecciones de 2003 por el distrito electoral federal 20 de Veracruz, siendo así la diputada federal más joven de la LIX legislatura.
| Comisiones y comités a los que pertenece | Comisiones y comités a los que pertenece | Comisiones y comités a los que pertenece        |
| Comisión o Comité                        | Puesto                                   | Periodo                                         |
| ---------------------------------------- | ---------------------------------------- | ----------------------------------------------- |
| Juventud y Deporte                       | Integrante                               | 19 de octubre de 2004 - 31 de agosto de 2006    |
| Agricultura y Ganadería                  | Integrante                               | 30 de septiembre de 2003 - 31 de agosto de 2006 |
| Medio Ambiente y Recursos Naturales      | Integrante                               | 30 de septiembre de 2003 - 31 de agosto de 2006 |

### 2012-2015
Fue electa elecciones de 2012 por el distrito electoral federal 20 de Veracruz por el Partido Revolucionario Institucional.
| Comisiones y comités a los que pertenece          | Comisiones y comités a los que pertenece | Comisiones y comités a los que pertenece     |
| Comisión o Comité                                 | Puesto                                   | Periodo                                      |
| ------------------------------------------------- | ---------------------------------------- | -------------------------------------------- |
| Deporte                                           | Secretaria                               | 16 de octubre de 2012 - 31 de agosto de 2015 |
| Hacienda y Crédito Público                        | Integrante                               | 16 de octubre de 2012 - 31 de agosto de 2015 |
| Seguridad Pública                                 | Integrante                               | 16 de octubre de 2012 - 31 de agosto de 2015 |
| De Agenda Digital y Tecnologías de la Información | Integrante                               | 14 de marzo de 2013 - 15 de mayo de 2015     |